# Фолкнер, Уильям
Уи́льям Ка́тберт Фо́лкнер (англ. William Cuthbert Faulkner [ˈfɔːknə]; 25 сентября 1897, Нью-Олбани, штат Миссисипи, США — 6 июля 1962, Байхелия, штат Миссисипи, США) — американский писатель, прозаик, поэт, лауреат Нобелевской премии по литературе (1949).

## Биография
Родился 25 сентября 1897 года в Нью-Олбани (штат Миссисипи) в семье управляющего делами университета Марри Чарлза Фолкнера и Мод Батлер. Его прадед Уильям Кларк Фолкнер (1826—1889) во время войны Севера и Юга служил в армии южан и был автором известного в то время романа «Белая роза Мемфиса» (The White Rose of Memphis). Когда Фолкнер был ещё ребёнком, семья переехала в Оксфорд на севере штата, где писатель прожил всю жизнь. Уильям был самоучкой: окончил неполную среднюю школу, далее занимался самообразованием и периодически слушал курсы в Миссисипском университете.
В 1918 году Эстелл Олдем, в которую Фолкнер был влюблён с детских лет, вышла замуж за другого. Уильям решил отправиться добровольцем на фронт, но его не взяли, в том числе из-за роста (166 см). Тогда он записался добровольцем в Королевские военно-воздушные силы Канады и поступил в лётную военную школу британской армии в Торонто, но, прежде чем он успел завершить курс, Первая мировая война закончилась.
Фолкнер вернулся в Оксфорд и вновь стал посещать занятия в университете, впрочем, вскоре бросив. За год до этого, в 1919 году, состоялся его литературный дебют: в журнале «The New Republic» было опубликовано его стихотворение «Полуденный отдых фавна» («Après-midi d’un faune»). Затем в 1924 году вышла его первая книга — сборник стихотворений «Мраморный фавн» (The Marble Faun).
В 1925 году в Новом Орлеане Фолкнер познакомился с писателем Шервудом Андерсоном. Тот порекомендовал Фолкнеру больше уделять внимание прозе, а не поэзии, и дал совет писать о том, что Фолкнер лучше всего знает — об американском Юге, об одном крохотном участке этой земли «размером с почтовую марку».
Вскоре в Миссисипи появился новый округ — Йокнапатофа, вымышленный Фолкнером, где будет происходить действие большей части его произведений. Все вместе они составляют йокнапатофскую сагу — историю американского Юга от прихода белых поселенцев на земли индейцев до середины XX века. Особое место в ней занимает Гражданская война 1861—1865 годов, в которой южане проиграли. Героями саги стали представители нескольких семей — Сарторис, де Спейн, Компсон, Сноупс, а также другие жители Йокнапатофы. Переходя из произведения в произведение, они становятся старыми знакомыми, реальными людьми, о жизни которых читатель каждый раз узнаёт что-то новое. Первым романом саги стал «Сарторис», изображающий упадок рабовладельческой аристократии Миссисипи, последовавший за социальными потрясениями гражданской войны (в 1929 году был издан сокращённый вариант романа; в полном объёме он был опубликован только в 1973 году под названием «Флаги в пыли»).
Первое большое признание Фолкнер получил после выхода романа «Шум и ярость» («The Sound and the Fury», 1929). Тем не менее произведения Фолкнера пользовались в основном успехом у критиков, а не у читателей, считаясь необычными и сложными.
В том же году он женился на Эстелл Олдем после её развода с первым мужем. У них было две дочери: Алабама, которая умерла в 1931 году, и Джил. Чтобы содержать семью, Фолкнер начал писать сценарии для Голливуда, заключив в апреле 1932 года договор с Metro-Goldwyn-Mayer, предусматривавший гонорар 500 долларов в неделю. За эти деньги Фолкнер обязывался «писать оригинальные сюжеты и диалоги, делать адаптации, дорабатывать сценарии и так далее, а также выполнять все другие функции, обычно осуществляемые писателями». Писатель рассматривал эту работу как заработок для того, чтобы иметь возможность заниматься серьёзной литературой («восполняю зарплату за литературную подёнщину в кино»). Как-то, вызванный на студию и пересекая границу Калифорнии, он сказал своему спутнику: «Здесь бы надо поставить столб с надписью: „Оставь надежду всяк сюда входящий“, или как там это у Данте». Тем не менее, несмотря на некоторую строптивость и частые отлучки домой, он относился к работе добросовестно. Так, например, Фолкнер поражал сценариста Джоэла Сейра своей работоспособностью. В Голливуде считалось очень хорошим результатом, если сценарист писал за день страниц пять, а Фолкнер писал иногда по 35 страниц.
Писатель был связан с Голливудом пятнадцать лет — с 1932 по 1946 год, поставив несколько фильмов с режиссёром Говардом Хоуксом. В эти же годы он создал романы: «Свет в августе» (1932), «Авессалом, Авессалом!» (1936), «Непобеждённые» (1938), «Дикие пальмы» (1939), «Посёлок» (1940) и другие, а также роман в новеллах «Сойди, Моисей» (1942), куда вошла самая известная его повесть «Медведь».
Только присуждение в 1950 году Нобелевской премии по литературе за 1949 год (за «значительный и художественно уникальный вклад в развитие современного американского романа») принесло Фолкнеру, чьё творчество уже давно пользовалось любовью в Европе, признание на родине. В 2009 году коллегия литературного журнала Юга США «Оксфорд американ» назвала «Авессалом, Авессалом!» лучшим южным романом всех времён.

### Романы
- Солдатская награда / Soldiers' Pay (1926)
- Москиты / Mosquitoes (1927)
- Сарторис / Sartoris (Flags in the Dust) (1929)
- Шум и ярость / The Sound and the Fury (1929)
- Когда я умирала / As I Lay Dying (1930)
- Святилище / Sanctuary (1931)
- Свет в августе /  Light in August (1932)
- Пилон / Pylon (1935)
- Авессалом, Авессалом! / Absalom, Absalom! (1936)
- Непобеждённые / The Unvanquished (1938)
- Дикие пальмы / The Wild Palms (If I Forget Thee, Jerusalem) (1939)
- Деревушка / The Hamlet (1940)
- Сойди, Моисей / Go Down, Moses (1942)
- Осквернитель праха / Intruder in the Dust (1948)
- Реквием по монахине / Requiem for a Nun (1951)
- Притча / A Fable (1954, Пулитцеровская премия)
- Город / The Town (1957)
- Особняк / The Mansion (1959)
- Похитители / The Reivers (1962, Пулитцеровская премия)

### Сборники рассказов
- Тринадцать / These Thirteen (1931)
- Доктор Мартино и другие рассказы / Doctor Martino and Other Stories (1934)
- Избранное / The Portable Faulkner (1946)
- Королевский гамбит / Knight’s Gambit (1949)
- Собрание рассказов / Collected Stories of William Faulkner (1950)
- Большие леса / Big Woods: The Hunting Stories (1955)
- Новоорлеанские очерки / New Orleans Sketches (1958)

## Переводы на русский язык
- Собрание сочинений в 6 томах. — М.: Художественная литература, 1985—1987
- Семь рассказов. — М.: изд. иностр. лит., 1958
- Поджигатель. Рассказы. — М.: Правда, 1959
- Полный поворот кругом. Рассказы. — М.: Правда, 1963.
- Деревушка[9]. — М.: Художественная литература, 1964
- Город. — М.: Художественная литература, 1965
- Особняк. — М.: Художественная литература, 1965
- Сарторис. Медведь. Осквернитель праха. — М.: Прогресс, 1973, 1974
- Свет в августе. Особняк. — М.: Художественная литература, 1975
- Собрание рассказов. — М.: Наука, 1977